# Съзнание (1932 – 1934)
 Тази статия е за вестника.  За философското понятие вижте съзнание.  
„Съзнание“ с позаглавие Вестник на учащата се младеж. Редактират и сътрудничат учащи се е български ученически вестник, излизал в София седмично от 20 февруари 1932 година до 5 май 1934 година.

## История
| Годишнина | Броеве | Дата                               |
| --------- | ------ | ---------------------------------- |
| I         | 1 – 3  | 20 февруари 1932 – 15 май 1932     |
| II        | 7 – 8  | 15 октомври 1933 – 1 декември 1933 |
| V         | 3 – 6  | 15 февруари 1934 – 5 май 1934      |

Вестникът се печата в печатница „Братя Миладинови“, както и в печатниците „България“, „Древна България“ и „Книпеграф“. От брой № 8 се слива със „Струя“, като приема неговата номерация, но запазва името „Съзнание“. От V годишнина подзаглавието е Полумесечник за ученическа общественост и култура. Адресът на редакцията е Славчо Янакиев, а от брой № 7 – Г. Павлов.
Вестникът е на националистически позиции. Води борба с „левите“ и „десните“ в училищата. Отделя голямо внимание на Македонския, Тракийския и Добруджанския въпрос.